# Ho Xuan Huong
Ho Xuan Huong (čti ho suan huong, vietnamsky Hồ Xuân Hương) (konec 18. století – začátek 19. století) byla vietnamská básnířka, jedna z nejslavnějších a nejpopulárnějších osobností dějin vietnamské literatury. Psala poesii i čínsky, avšak známou se stala hlavně díky své tvorbě ve vietnamštině (v tzv. jižních znacích, chữ Nôm).
Zachovalo se necelých padesát čtyřveršových a osmiveršových básniček psaných vietnamsky ve formě tchangských sedmislabičných básní, u dalších je autorství sporné. Její poesie vyniká originálním spojením vysoké formy a nízkého obsahu, třebaže ten zůstává pouze v rovině dvojsmyslů a slovních hříček. Obvyklé lyrické ódy na krásu krajiny nebo na některé předměty (vějíř, houpačka) tak často evokují zároveň i erotické významy. Několik básniček má satirický tón, dělá si v nich posměšky např. z buddhistických mnichů. Poesie Ho Xuan Huong je ve Vietnamu dodnes velmi oblíbená a mnoho lidí umí některé její texty recitovat nazpaměť. V češtině vyšel téměř úplný překlad jejího vietnamského díla.

## Ukázka
Žakie
Mé tělo podobá se ovoci ze žakie

Na dotek hrubá slupka dužinu silnou kryje

Je-li vám libo, pane, vražte do ní klín

Prsty však venku nechte, sic šťáva zašpiní je

## Překlad do češtiny
- Ho Xuan Huong: O jeskyních, vějířích a jiných věcech tohoto světa. (Přel. P. Komers) DharmaGaia, Praha 2007

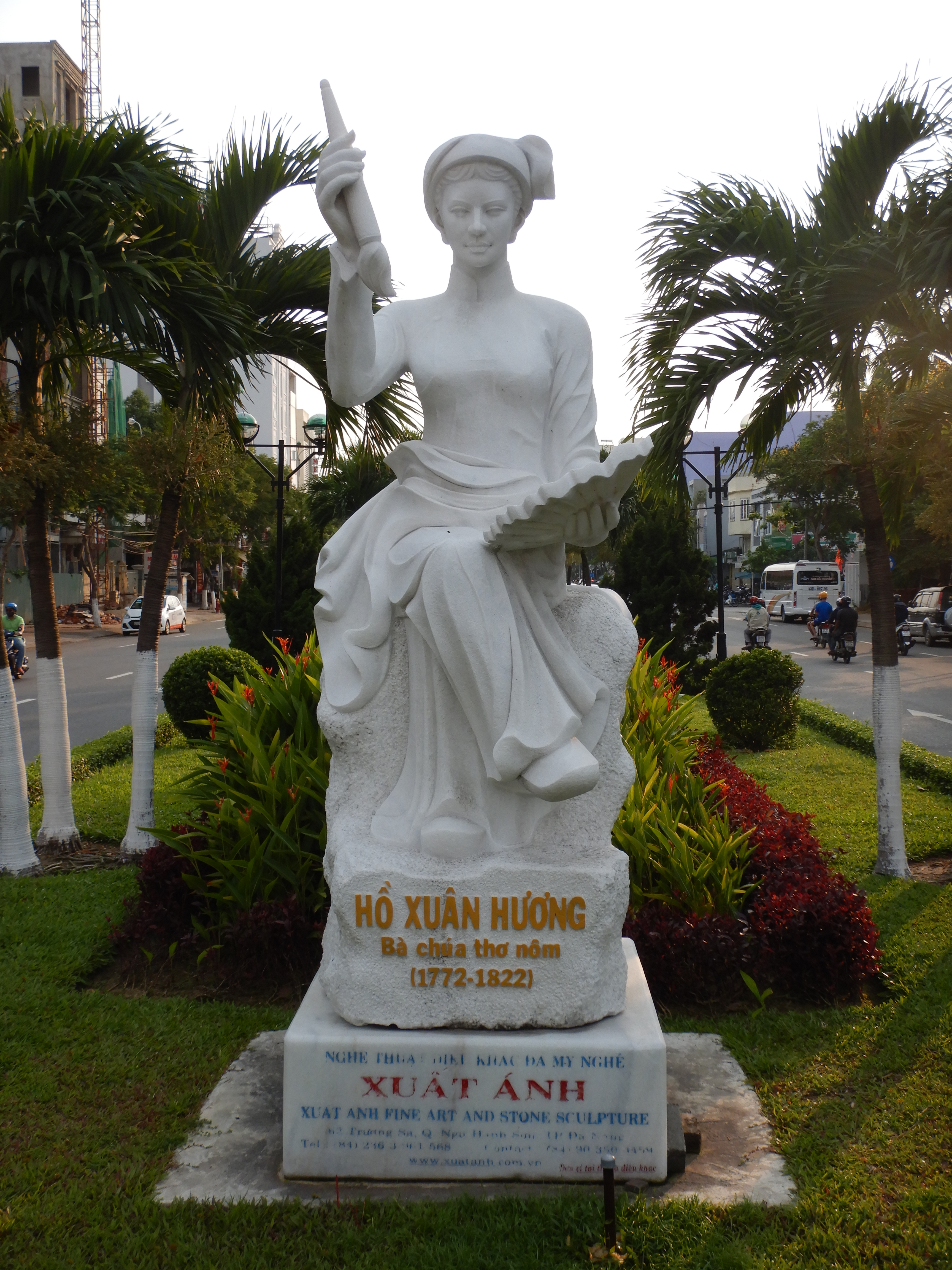
Socha Hồ Xuân Hương v Danangu.